# LoveDeath
LoveDeath (ラブデス?) è un film del 2006, diretto da Ryūhei Kitamura, tratto dal manga 69 di Tsutomu Takahashi.

## Trama
Sai, un aspirante yakuza, incontra in un locale Sheila. Dopo tre giorni la ragazza scompare, per riapparire 342 giorni dopo, portando Sai nel suo appartamento. Lì, in una stanza, è chiuso un uomo che grida. Sai prende un coltello e apre la porta. L'uomo esce, armato a sua volta di un coltello, e i due iniziano una lotta, durante la quale l'uomo viene colpito da una serie di proiettili sparati da un gruppo di yakuza capitanati da un uomo chiamato numero 2. Questi dice a Sai che Sheila ha rubato dei soldi appartenenti al suo boss, Gon, e che la ragazza è la donna del boss.
Sai e Sheila vengono così portati al cospetto di Gon. Sai viene torturato con dei cavi elettrici, mentre Sheila viene minacciata da Gon con un vibratore a forma di pistola e con una frusta. Sai riesce a liberarsi e uccide i suoi aguzzini, quindi si reca da Gon e gli spara in mezzo alle gambe, prende Sheila e i due fuggono su una macchina.
Nell'appartemento di Sheila, l'uomo colpito dai proiettili si rialza integro, grazie ad un giubbotto antiproiettile, e chiama i rinforzi, rivelando di essere un poliziotto. Sul luogo arrivano due suoi colleghi, che notano la testa spaccata dell'uomo, che però non si accorge di niente.
Gon si fa curare, mentre nel suo quartier generale irrompono i due strani poliziotti, che ottengono dallo yakuza le informazioni inerenti Sai e Sheila. Sulle tracce dei ragazzi Gon mette anche un gruppo composto da una ragazza e da cinque ragazzi, che iniziano ad uccidere senza alcun motivo chiunque incontrino.
Dopo varie avventure, Sai e Sheila si recano in un locale gestito da un'ex fidanzata del ragazzo, che si rivela essere la figlia del boss. Nel locale arrivano i due poliziotti, il gruppo di assassini e numero 2 insieme ai suoi uomini. Il gruppo di folli assassini spara improvvisamente sul boss, facendogli esplodere la testa. La ragazza che era con lui tira fuori improvvisamente un mitra, falciando il gruppo. A uno dei poliziotti parte un colpo che colpisce alla guancia l'altro poliziotto, che spara al collega. Numero 2 spara a Sai, mentre Sheila viene portata via con la forza.
Uno yakuza telefona a Sai, che si è ripreso, e gli dice dove si trovano i soldi. Sai telefona quindi a numero 2 e gli propone uno scambio: i soldi in cambio di Sheila. Numero 2 accetta. Sul luogo dello scambio appaiono improvvisamente il poliziotto con la testa spaccata e un suo collega, precedentemente nascosti sotto terra da Sai. Ne scaturisce una sparatoria, durante la quale gli yakuza vengono uccisi, il poliziotto si accorge finalmente di avere la testa spaccata e muore, mentre il suo collega ha un attacco di cuore. Sai spara a numero 2 e fugge con i soldi insieme a Sheila. I due si fermano però dopo pochi metri, a causa delle gravi ferite riportate dal ragazzo. Improvvisamente appare numero 2, che vaneggia e viene investito da una macchina guidata da Gon, che armato del vibratore a forma di pistola e di una vera arma affronta Sai, puntandogli sulla testa la pistola. Approfittando di un attimo di distrazione, Sai spara in testa a Gon, quindi si gira verso Sheila, che è sparita.
Sai incontra Sheila in un locale, e i due iniziano a viaggiare senza una meta. Durante il viaggio, Sai sembra svenire, ma è solo uno scherzo, e i due giovani continuano sorridenti il loro viaggio.

## Collegamenti ad altre pellicole
- Durante un dialogo vengono menzionati Arma letale, Arancia meccanica e Le iene.